# Кларксвил (Арканзас)
Кларксвил (енгл. Clarksville) град је у америчкој савезној држави Арканзас.

## Демографија
По попису из 2010. године број становника је 9.178, што је 1.459 (18,9%) становника више него 2000. године.
| Група             | 2000.         | 2010.         |
| Белци             | 6.122 (79,3%) | 6.276 (68,4%) |
| Афроамериканци    | 267 (3,5%)    | 273 (3,0%)    |
| Азијати           | 36 (0,5%)     | 87 (0,9%)     |
| Хиспаноамериканци | 1.178 (15,3%) | 2.359 (25,7%) |
| Укупно            | 7.719         | 9.178         |